# Eric von Schantz
Eric Emil Eberhard von Schantz, född 11 november 1909 i Helsingfors, död där 14 april 1993, var en finländsk författare. 
Efter att under 1930-talet ha varit reporter vid olika tidningar verkade von Schantz bland annat som affärsman. Som författare gjorde han en insats främst som samhällsskildrare. Om människor på livets skuggsida handlar romanerna Slyngeln Måhrberg (1936), Ny dag (1937) och Irene (minnen berättade av "Silke-Sara", en känd glädjeflicka i Helsingfors kring 1900, "redigerade" av von Schantz 1947). Vissa självbiografiska inslag har debutboken Vägen leder uppåt (1935), som beskriver journalistliv och intellektuellt proletariat i en österbottnisk kuststad. Han utgav vidare några äktenskapsromaner.